# Los Cabos
Los Cabos – gmina w Meksyku, położona na Półwyspie Kalifornijskim w stanie Kalifornia Dolna Południowa. Zajmuje powierzchnię 3750,93 km². Populacja gminy w roku 2015 wynosiła 330 312 mieszkańców. Siedzibą gminy jest San José del Cabo.  
Największe miasta gminy (ponad 10 tysięcy mieszkańców) to:
- San José del Cabo – 93 069
- Cabo San Lucas – 81 111
- Colonia del Sol – 64 055
- Las Palmas – 15 419
- Las Veredas – 13 973

W czerwcu 2012 odbył się tam szczyt G20.